# Скрипниково
Скрипниково — село в Калачеевском районе Воронежской области.
Административный центр Скрипнянского сельского поселения.

## История села
Скрипниково — небольшое село на юго-востоке Калачеевского района. Оно находится в верховьях реки Криуша в долине, именуемой Большим Яром, и представляет собой две основные улицы Ленина и Ворошилова по обеим сторонам вышеуказанной речки, протянувшиеся с запада на восток. В 1980 — начале 1990 годов в селе появились две новые улицы Молодёжная и Верхняя. На востоке Большой Яр разветвляется на два рукава: северо-восточный и юго-восточный, образуя возвышенность, называемую в народе Холодная Гора. В вершине северо-восточной части урочища ранее находились хутора Вязовый и Копани, к настоящему времени исчезнувшие.
Вблизи села проходит граница между Воронежской и Волгоградской областями.
В одну линию вдоль главной дороги выстроились три достопримечательности села: церковь Архангела Михаила, памятник Ф. Э. Дзержинскому, в честь которого в советское время назывался колхоз, и памятник односельчанам, погибшим в боях за свободу и независимость нашей Родины в годы Великой Отечественной войны. В центре села возвышается церковь Архангела Михаила.
В селе Скрипниково проживает около 500 человек.
В настоящее время на территории Скрипнянского сельского поселения находится сельскохозяйственное предприятие ООО «Скрипнянская Нива». Общество было организовано в январе 2002 года на базе колхоза им. Дзержинского. Учредителем предприятия является ОАО «Комбинат мясной Калачеевский» в лице генерального директора Николая Ивановича Астанина. Руководителем предприятия с момента образования и до апреля 2014 года был Владимир Парфирьевич Попиков. С апреля 2014 года директором ООО «Скрипнянская Нива» стал Сергей Иванович Попиков.
Предприятие сохранило размеры земельных угодий, поголовье скота и направление финансово-хозяйственной деятельности. В хозяйстве выращивают зерновые, технические и кормовые культуры. В животноводстве получило дальнейшее развитие содержание фуражных коров и молодняка крупного рогатого скота.
Социальная сфера Скрипнянского сельского поселения состоит из сельской администрации, Дома культуры, библиотеки, основной образовательной школы, медпункта, магазина, почтового отделения. Село полностью газифицировано, кроме отдалённого участка — части улицы Ворошилова. Имеются водопровод, дорога с твёрдым покрытием, освещение.

### История села до 1917 года
Учитывая порядок заселения территории в бассейне речки Криуша, установить точную дату возникновения села не представляется возможным. Здесь можно говорить лишь о времени появления населенного пункта в таких крупных временных категориях как вторая половина XVIII века или начало XIX века. Заселение необжитых мест шло с запада на восток. Так постепенно возникли населенные пункты Петропавловка, Старая Криуша, Новая Криуша, Скрипниково.
Первыми жителями села были войсковые обыватели. Это была довольно многочисленная группа бывших служилых черкас — потомков украинских переселенцев Острогожского полка, ликвидированного в 1765 году, и членов их семей. В дальнейшем войсковые обыватели утратили свое наименование и стали называться государственными крестьянами. Помещиков и помещичьего землевладения на территории Скрипниково не было. Здесь проживали только государственные крестьяне, платившие в казну государственные налоги — подушную подать и оброк, а также и выполнявшие рекрутскую повинность.
В Государственном архиве Воронежской области сохранились материалы 9-й и 10-й ревизий по Богучарскому уезду, так называемые ревизские сказки (именные списки населения). Здесь впервые можно встретить наиболее полные сведения о жителях хутора Скрыпникова Новокриушанского общества Старокриушанской волости Богучарского уезда Воронежской губернии. В 1850 году в хуторе Скрыпниковом находилось 102 двора, а вместе с хутором Дубовским (Вязовым) — 117 дворов.
На момент переписи в этих хуторах проживало 676 мужчин и 683 женщины. Наиболее известные фамилии: Крикунов, Игнатенко, Харламов, Нестругин, Коновалов, Трунов, Протопопов и другие, сохранились и до наших дней. Необходимо также отметить, что с 1858 года в хуторе существовала деревянная Михаило — Архангельская церковь. К середине 1860-х годов хутор Скрыпников превратился в слободу.
В конце 1870-х годов слобода Скрыпникова наряду со слободой Новой Криушей, хуторами Дубовским (Вязовым) и Собацким вошла в состав вновь образованной Новокриушанской волости. Слободой в Богучарском уезде обычно именовали местность, населенную преимущественно малороссами (украинцами), и имеющую церковь. В слободе было 226 дворов и 2008 жителей. То есть во второй половине XIX века статус населенного пункта в количественном и качественном отношении значительно вырос. В Памятной книжке Воронежской губернии на 1892 год наряду с названием слобода Скрыпникова упоминается и другое, неофициальное название — Михайловка. Скорее всего, оно происходит от названия местной Михаило-Архангельской церкви.
В 1900 году в слободе уже 274 двора (1059 мужчин, 1057 женщин). В справке зафиксировано ещё одно неофициальное название слободы — Верхнее. По всей видимости, по месту нахождения поселения: в верховьях речки Криуши. 
Скрипнянское сельское общество владело 6202 десятинами земли. В начале 20 века в селе было 30 ветряных мельниц, маслобойный завод, принадлежавший П. Ф. Масютину, конный завод Е. В. Соболева.
В 1910 году в слободе Скрыпниковой вместе с хутором Вязовым было 356 дворов, в них проживало 2202 жителя, в том числе 1542 мужчины и 1460 женщин. Имелось 28 промышленных заведений. Существовала церковно-приходская школа.
Государственные крестьяне слободы Скрыпниковой вели в основном натуральное хозяйство (все производилось для собственного потребления), занимались в основном земледелием. Переселенцы распахивали земли, строили дома, мельницы, церкви. Выращивали рожь, овес, просо, гречиху, позже стали сеять пшеницу, которой и отдавалось предпочтение. Эта культура, выращенная украинцами, славилась высоким качеством, в связи с лучшей вспашкой земель. Пшеница после сбора очищалась, перевеивалась и иногда даже мылась. Благодаря плодородию чернозёмов и мягкому климату, урожаи выдавались высокими.
Из огородных культур выращивали огурцы, горох, редьку, свеклу или как её тогда называли «борщ», лён, коноплю, капусту. Коноплю сеяли для получения масла, а лён — для производства холста. Черкасы принесли с собой такие культуры как анис, подсолнух, они начали заниматься бахчеводством, выращивали тыкву, которую использовали для откорма свиней.
Земледельческими орудиями в русских поселениях были соха и борона, в украинских пахали плугом, а также использовали серп и косу. Сельская упряжь у русских традиционно применялась одноконная. Запрягали одну лошадь, которая очень ценилась и стоила в три раза дороже коровы. Украинцы же всегда пахали волами, которых запрягали парами в двуконную упряжь. Таким образом, более сильные волы и плуг, который переворачивает землю, позволяли лучше обрабатывать пашню. Волами не только пахали, но и ездили на них, запрягая в телегу.
Важное место в хозяйстве имело и скотоводство. Жители села занимались разведением лошадей, коров, быков, свиней, овец и всякой птицы. Особенно важную роль в хозяйстве играли лошади. Имело место и пчеловодство. Были развиты ремёсла: прядение и ткачество — этим занимались в каждом доме. Кроме того на селе жили плотники, столяры, сапожники, бондари, кузнецы. Для помола зерна строились ветряные мельницы.
В административном отношении с середины XIX века и до Октябрьской революции Воронежская губерния делилась на 12 уездов. Каждый уезд, в свою очередь, делился на волости, а волости на сельские общества. Управление сельских обществ состояло из начальства, крестьянского схода и расправы. Сельское начальство представляли старшина, староста, сборщик подати, смотритель запасного хлебного магазина и писарь. Начальство занималось управлением сельским обществом, крестьянский сход — общественными, а расправа — судебными делами. Сход представляли сельское начальство и выборные от крестьян (по два от каждых десяти дворов). Таким было устройство местных органов управления у государственных крестьян до революции.
Исторически сложилось так, что крестьяне с давних времен жили общинами. Община — это союз крестьянских семей, которые сообща уравнительно владеют землей. Община являлась только земельным союзом, в отличие от сельского общества, которое ведало управлением крестьянами. Достоверно известно, что с конца 1830-х годов и до середины 1860-х годов хутор Скрыпников входил в состав Новокриушанского сельского общества. С середины 1860-х годов существовало уже самостоятельное Скрыпнянское сельское общество, в которое входили два поселения: слобода Скрыпникова и хутор Вязовый.

### История села после 1917 года
После установления Советской власти Скрыпнянский ревком возглавили Сергей Борисович Марченко, Илья Степанович Батищев. Активное участие в установлении Советской власти принимали С. Ф. Гладких, Я. П. Трунов, Ф. Д. Коновалов, С. М. Гавшин, А. Холодова, А. Р. Чеботарев.
В 1920 году в слободе были образованы ячейка РКП (б), секретарем которой стал А. Р. Чеботарев, и ячейка РКСМ секретарем которой был избран его сын И. А. Чеботарев.
В 1924 году часть жителей села Скрипниково выделилась и поселилась у пруда Копани. В 1929 году там образовался колхоз имени Калинина, который входил в состав Скрипнянского сельсовета. Колхоз просуществовал до августа 1950 года и в период укрупнения колхозов вошел в состав колхоза « Авангард» села Советское.
На хуторе Вязовом в 1929 году был образован колхоз «Красный пахарь», первым председателем которого был избран Оболонский Михаил Митрофанович, затем Ещенко Егор Алексеевич, Коновалов Данил Савельевич, который стал последним его председателем.
В 1950 году колхоз « Красный пахарь» вошел в состав объединенного колхоза имени Дзержинского, председателем укрупненного колхоза стал Котляров Митрофан Семенович. После укрупнения колхозов хутор Вязовый оказался в положении так называемых неперспективных сел и деревень. Это привело к постепенному затуханию жизни на хуторе и в конечном итоге исчезновению населенного пункта. Закрыли начальную школу, магазин. Сельскохозяйственная техника была сосредоточена в Скрипниково. К 1972 году хутор разбежался. Ранее в конце 1960-х прекратил свое существование и хутор Копани. Жители этих хуторов в большинстве переселились в Калач.
В канун сплошной коллективизации при сельском Совете большую роль играли комитеты бедноты (комбед), который возглавлял Харламов Яков Тихонович.
В декабре 1929 года в селе Скрипниково был образован колхоз «Большевик». Организатором колхоза был рабочий 25-ти тысячник Ф. И. Островский. Первым председателем колхоза был Петр Федорович Шеховцов. После Шеховцова П. Ф. колхоз возглавляли И. Я Зибарев, М. И. Цыбин, Ф. В. Селявкин, Е. И. Акулов. Колхоз имел 2 трактора — «Фордзон» и «Красный путиловец». Они были маломощные, на железных колесах. В хозяйстве также были два тракторных плуга, 209 конных плугов, 48 сеялок, 6 сенокосилок, 27 лобогреек. Имелось: 371 пара рабочего скота, 17 коров, 47 свиней, 136 овец.
В личных хозяйствах было 329 коров, 4 свиньи. В колхозе были открыты 2 детских сада на 36 детей, создана общественная столовая. Колхоз имел 12 производственных бригад.
В начале 1936 года в селе Скрипниково произошло разделение колхоза на 3 колхоза: имени Дзержинского, «Путь к коммунизму» и колхоз имени Чернова, переименованный затем в колхоз «Новая жизнь». Председателями колхозов в разное время были:
1.-колхоз имени Дзержинского Котляров Митрофан Семенович и Есаков Митрофан Васильевич.
2.-колхоз « Путь к коммунизму», председатель Коновалов Гордей Ефимович, Головин Федор Петрович, Харламов Яков Тихонович, Оболонский Василий Михайлович, Ещенко Егор Алексеевич, Бакулин Филипп Иванович.
3.-колхоз имени Чернова, позже «Новая жизнь». Председатели менялись часто: Гладких, Зубченко Ефим Кирилович, Теплов Иван Михайлович, Доброрадных Павел Васильевич, Павел Тимофеевич Протопопов.
В тридцатые годы государство создает машинно-тракторные станции (МТС): Калачеевскую, Манинскую, Новокриушанскую. В зоне действия Новокриушанской МТС было 17 колхозов: 8 Новокриушанских, 3 Скрипнянских и 4 Советского сельсовета.
Село Скрипниково находилось в составе Калачеевского района до марта 1941 года. В марте 1941 года образовался Старокриушанский район, в состав которого вошло 17 сёл, в том числе, и  Скрипниково. И лишь в 1959 году село вновь возвращается в Калачеевский район.
Во время Великой Отечественной войны село не было под оккупацией Нацисткой Германией, поскольку солдаты Советского Союза не позволили им перебраться через Дон.
На фронт из села Скрипниково ушло 413 мужчин. Лишь 117 вернулись с фронта. 295 человек из нашего села не вернулись: погибли и пропали без вести.
Сейчас в центре села имеется мемориальный комплекс посвящённый жителям Скрипниково, погибшим в Великой Отечественной войне. На пьедестале солдат с автоматом в руках. За памятником мемориальная стена, на которой высечены фамилии и имена, погибших.
На праздник Победы, 9 Мая проводится митинг, жители села приходят сюда к памятнику, возложить венки, положить цветы и почтить минутой молчания, односельчан, отдавших жизнь за свою Родину. 
В 1950 году произошло объединение хозяйств под общим названием — колхоз имени Дзержинского. Председателем объединенного колхоза был избран Котляров Митрофан Семенович. Позже председателями колхоза были: Доброрадных Павел Васильевич, Соболев Василий Владимирович. В селе проживало 2200 человек, в том числе трудоспособных 1175 человек. В школе обучалось 386 учеников. С 26 сентября 1959 года по 1986 год колхоз возглавлял Фёдор Никитич Куцов.
Шли годы. Колхоз строился и богател. В центре села выросло новое здание Дома культуры. Построены мехток, мастерские, склады, медпункт, детский сад, помещение для колхозного скота. Улицы в селе заасфальтированы, на животноводческие фермы пришла механизация.
С 1986 года по 1994 год колхозом руководил Владимир Фёдорович Пацев. В период его деятельности хозяйство достигло наивысшего уровня развития. За реализацию пшеницы твердых сортов колхоз имени Дзержинского заимел на счёте в банке валюту.
Это был руководитель нового формата: в меру демократичен, в меру строг. Как и большинство руководителей того времени, он прошел свои этапы жизненного пути: рядовой сотрудник районной ветлечебницы, инструктор РК КПСС, высшая партийная школа, и наконец, председатель колхоза. В период его руководства усиленными темпами велось строительство современного жилья для молодых семей колхозников, специалистов и интеллигенции. Так появились в селе две новых улицы Молодёжная и Верхняя. Владимир Пацев проводил большую работу по благоустройству села: был заново построен один из «Корчиных» мостов. Дорогой с асфальтным покрытием были соединены ул. Ворошилова и ул. Ленина. Часть улицы Ворошилова от переулка до СТФ заасфальтированы. По другой половине этой улицы была осуществлена подсыпка щебнем существующей дороги. В животноводстве проведена работа по реконструкции существующих коровников и свинарников. Заново и на новом месте был построен лагерь для летнего содержания дойного стада с комплексом механизации. Обновился машинный парк. В растениеводстве тоже произошли значительные перемены: на пруду была смонтирована мощная насосная станция для орошения прилегающих полей, с подпиткой пруда из артезианских скважин, что позволяло значительно улучшить кормовую базу для животноводства. Было возрождено бахчеводство, что позволило обеспечить деликатесом не только свое население, но и значительно пополнить колхозную кассу.
Колхоз принял активное участие в работах по реконструкции бывшей начальной школы в с. Новая Криуша под дом -интернат для пожилых людей.
С декабря 1994 года по апрель 2014 года руководителем хозяйства являлся Владимир Парфирьевич Попиков.
В хозяйстве имеется современная сельхозтехника, которая позволяет качественно вести посевную компанию и экономить материальные затраты и трудовые ресурсы.
Животноводческая отрасль представлена молочно-мясным производством .Имеется молочно-товарная ферма. Ещё недавно развивалось второе направление животноводства, представленное СТФ.

## География

### Улицы
- ул. Верхняя,
- ул. Ворошилова,
- ул. Ленина,
- ул. Молодёжная.